# Glenda Chapa
Glenda Chapa (Ciudad de México, 30 de octubre de 1996) es una personalidad de televisión, influencer, Psicóloga, y modelo mexicana, más conocida por haber participado en Por Amor o Por Dinero de Telemundo.

## Biografía y carrera
Glenda Chapa nació el 30 de octubre de 1996 en la capital de México. Actualmente está radicada en McAllen, Texas. Allí se dio a conocer en la televisión hispana luego de participar en Por Amor o Por Dinero, otro un reality show de Telemundo pero fue la sexta eliminada de la competencia. Su participación dio mucho que hablar, en especial porque estuvo relacionada con dos participantes. Tras ello, su fama creció rápidamente y empezó a ser el foco de las redes sociales y la televisión
Chapa es graduada de psicología y es la menor de tres hermanos, con dos hermanos mayores. Su motivo para trasladarse a los Estados Unidos cuando tenía 15 años fue debido a la ola de inseguridad en su país natal. Vivió un acontecimiento traumático cuando su padre fue secuestrado, pero afortunadamente fue rescatado.
En 2023 participó en Los 50, dónde fue eliminada en la última semana de la final.

## Filmografía
| Año  | Nombre                | Rol        | Notas          |
| ---- | --------------------- | ---------- | -------------- |
| 2021 | Por Amor o Por Dinero | Ella misma | 5.ª Eliminada  |
| 2023 | Los 50                | Ella misma | 38.ª eliminada |